# 西安交通大学口腔医院
西安交通大学口腔医院 (英語：Hospital of Stomatology Xi'an Jiaotong University)创立于1985年，是一所集医疗、科研、教学、预防、保健、康复为一体的大型口腔专科三级甲等医院，位于中华人民共和国陕西省西安市新城区西五路98号，拥有床位76张，职工589人。

## 历史沿革
西安交通大学口腔医院是卫生部直属医院。